# Callistemon pauciflorus
Callistemon pauciflorus là một loài thực vật có hoa trong Họ Đào kim nương. Loài này được R.D.Spencer & Lumley mô tả khoa học đầu tiên năm 1986.